# Braian Camisassa
Braian Emanuel Camisassa (San Francisco, provincia de Córdoba, 30 de julio de 1997) es un futbolista argentino. Juega de volante y su equipo actual es Agropecuario, de la Primera Nacional.

## Carrera

### Sportivo Belgrano
Camisassa comenzó su carrera en Sportivo Belgrano, debutando como profesional el 14 de octubre de 2018 en la derrota 0-2 ante Huracán Las Heras, siendo titular y reemplazado a los 40 minutos del segundo tiempo por Matías Barbero. Convirtió su primer gol semanas más tarde, cuando el 7 de noviembre realizó el único tanto del encuentro ante San Lorenzo de Alem. Durante la temporada 2018-19 jugó 8 partidos y convirtió dos tantos. Durante sus tres temporadas en la Verde, el volante disputó 47 partidos y convirtió 4 goles.

### Villa Dálmine
Tras unos años en el Torneo Federal A, Camisassa fue cedido a Villa Dálmine, equipo de la Primera Nacional, en 2022. Debutó el 12 de febrero de 2022, ingresando a los 33 minutos del segundo tiempo por Ezequiel D'Angelo, en la derrota 1-2 ante Guillermo Brown. Convirtió su primer gol el 27 de marzo, anotando el primero de los cuatro goles frente a San Telmo. Durante su préstamo, el volante cordobés disputó 25 encuentros y convirtió 4 tantos.

### Atlanta
Una nueva cesión en la segunda categoría del fútbol argentino sucedió en 2023, siendo Atlanta el club que lo contrató. Debutó ante su ex equipo, Villa Dálmine, el 5 de marzo de 2023. El encuentro terminó 2-1 a favor del Bohemio y Camisassa fue reemplazado en el entretiempo. Su poca participación en el equipo (solo 6 partidos jugados) logró la rescisión de contrato a los 6 meses de incorporarse al plantel de Buenos Aires.

### Guaireña
Camisassa tuvo su primera experiencia internacional, al convertirse en refuerzo de Guaireña, equipo de la Primera División de Paraguay. Debutó el 6 de agosto de 2023 en la derrota 2-0 ante Nacional. El nacido en San Francisco fue titular y, luego, reemplazado por Rosalino Toledo a los 28 minutos del segundo tiempo. Durante su breve préstamo, Camisassa disputó 11 encuentros.

### Agropecuario
Regresó al país en 2024 para convertirse en refuerzo de Agropecuario, de la Primera Nacional. Debutó el 11 de febrero en la victoria 3-1 sobre Racing de Córdoba, siendo titular y reemplazado en el entretiempo por Rodrigo Mosqueira.

## Estadísticas

### Clubes
| Sportivo Belgrano Argentina | 3.ª                 | 2018-19             | 8   | 2 | 2 | 0 | - | - | 10  | 2 | 0.2  |
| Sportivo Belgrano Argentina | 3.ª                 | 2019-20             | 7   | 0 | 1 | 0 | - | - | 8   | 0 | 0    |
| Sportivo Belgrano Argentina | 3.ª                 | 2020                | 4   | 1 | 1 | 0 | - | - | 5   | 1 | 0.2  |
| Sportivo Belgrano Argentina | 3.ª                 | 2021                | 24  | 1 | - | - | - | - | 24  | 1 | 0.04 |
| Sportivo Belgrano Argentina | Total club          | Total club          | 43  | 4 | 4 | 0 | - | - | 47  | 4 | 0.09 |
| Villa Dálmine Argentina | 2.ª                 | 2022                | 25  | 4 | - | - | - | - | 25  | 4 | 0.16 |
| Villa Dálmine Argentina | Total club          | Total club          | 25  | 4 | - | - | - | - | 25  | 4 | 0.16 |
| Atlanta Argentina | 2.ª                 | 2023                | 6   | 0 | - | - | - | - | 6   | 0 | 0    |
| Atlanta Argentina | Total club          | Total club          | 6   | 0 | - | - | - | - | 6   | 0 | 0    |
| Guaireña Paraguay | 1.ª                 | C-2023              | 10  | 0 | 1 | 0 | - | - | 11  | 0 | 0    |
| Guaireña Paraguay | Total club          | Total club          | 10  | 0 | 1 | 0 | - | - | 11  | 0 | 0    |
| Agropecuario Argentina | 2.ª                 | 2024                | 16  | 0 | - | - | - | - | 16  | 0 | 0    |
| Agropecuario Argentina | Total club          | Total club          | 16  | 0 | - | - | - | - | 16  | 0 | 0    |
| Total en su carrera | Total en su carrera | Total en su carrera | 100 | 8 | 5 | 0 | - | - | 105 | 8 | 0.08 |
| (1) Las copas nacionales se refiere a la Copa Argentina y a la Copa Paraguay. (2) Las copas internacionales se refiere a la Copa Libertadores y a la Copa Sudamericana. (3) Media de goles por encuentro. No incluye goles en partidos amistosos. |                     |                     |     |   |   |   |   |   |     |   |      |